# Памятник Микаилу Мушфигу (Баку)

Памятник Микаилу Мушфигу в Баку

Памятник Микаилу Мушфигу (азерб. Mikayıl Müşfiqin heykəli) — памятник, посвящённый азербайджанскому поэту Микаилу Мушфигу, установленный на одном из центральных проспектов Баку, столицы Азербайджана.

## История
Памятник был воздвигнут в 1968 году на проспекте Строителей. Открытие состоялось 9 июня 1970 года. На церемонии открытия памятника присутствовали Народные поэты Азербайджана Расул Рза, Сулейман Рустам, Народный писатель Мирза Ибрагимов. Скульптором памятника стала Мунаввар Рзаева, а архитектором — Шафига Рзаева.
В феврале 2017 года в рамках работ по реконструкции проспекта Наримана Нариманова памятник был демонтирован, но вскоре по приказу президента он был возвращён на место. В июне 2017 года памятник уже был восстановлен и в сквере у памятника были  установлены новые скамьи и проведены озеленительные работы.

## Описание
Высота бюста — 1.5 метра, а всего памятника — 3.2 метра. На пьедестале золотыми буквами на основе латинской графики написаны имя и фамилия поэта.

## См.также
- Памятник Хуршидбану Натаван